# Or y Grana
Or y Grana fou un setmanari de curta durada, que es va publicar a Barcelona amb seu al carrer Raurich, 7, 2n del 6 d'octubre de 1906, al 23 de febrer de 1907. Van aparèixer només 21 números, que s'imprimien al carrer Arc de Jonqueres, 7 bis de Barcelona, i que sortien a la venda cada dissabte al vespre, amb una tirada de 8.000 exemplars per número.

## Fundadors i col·laboradors habituals
Propietari: Eduard Girbal i Jaume
Director: Gaspar Roure
Administrador: Francesc Viladóms (a partir del número 17 serà Faust Casals i Bové).
Col·laboradors: Carme Karr (redactora), Dolors Montserdà de Macià (redactora), Joaquima Rosal (redactora), Maria Domènech de Canyelles (redactora), Agnès Armengol de Badia (redactora), Eulàlia Forment de Vinyals, Carolina Raymat de Fargas, Josepha Dachs de Prat de la Riba, Maria Turull de Barceló, Abadal d'Iglesias, Manuela Celma d'Arañó, Calamanda R. de Mas Bagó, Mercè Mas de Perdigó, Adela Raymat d'Utrillo, Carme Asencio de Valls, Dolors Guardiola de Graner, Dolors Macià de Puig, Maria Condeminas de Rosich, Dolors Carrençà de Serra, Herminia Pagès, Mercè Rodes (redactora), Mercè Padró, Aurèlia Ventura, Augusta Mariné, Maria del Consol Boquet, Xènia, La yaya, Antònia Vinyals, Margarida Ximeno, Rosalia Esclasans, Georgina Espenya, Oriola Rovira, Joana Pladevall, Maria Andreu y Odena, Josephina Liesa y Llanal, Mercè Padrós y Busquets, Paquita Correa, Carme Roig, Narcisa Freixas, J.
Torrens Dagés, Josep Morató i Grau, “Kety” Pi y Domenech, Edita Rius de Romuro, Eva Muns, Ferran Agulló Vidal, Eugeni d'Ors, Ramon Nonat, Leonor Camps de Rossell, Neus Gené, Aurelia Catalá y Lluch, Francesch Sitjá y Pineda, Agné Armengol de Badia, Antonia Roma, Iluminada Agramont, Maria dels Dolors Cortada.

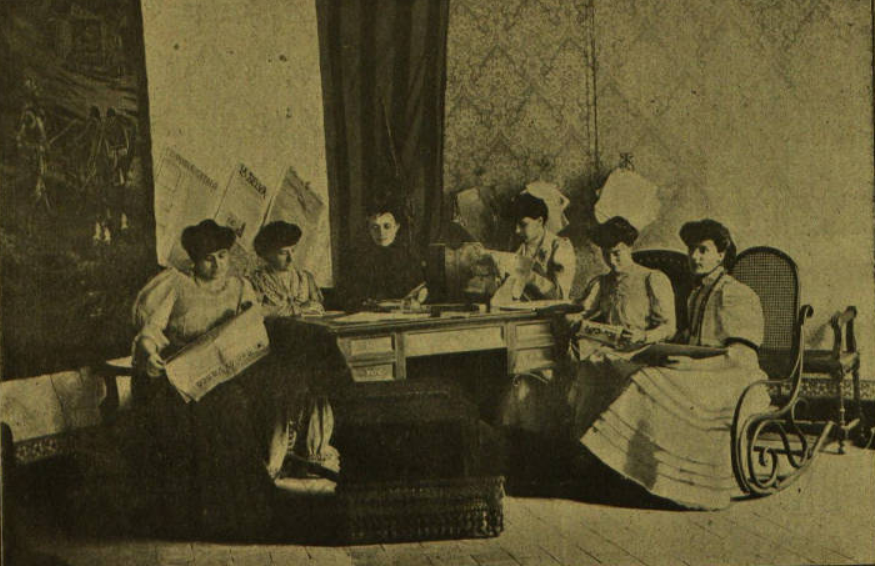
Fotografia de les redactores dOr y Grana

Carme Karr, una de les principals col·laboradores, esdevé directora del suplement mensual Feminal., editat per La Il·lustració Calatana. El primer número de Feminal apareix el dia 28 d'abril de 1907. Aquesta revista fou la perllongació d'Or y Grana.
Il·lustradors: Apa (Feliu Elias), Bagaria, Joan Junceda, Ricard Opisso, Ismael Smith, M. Casademunt, Karles, Muntaner.
Des del 10 de novembre de 1906, la revista compta amb la col·laboració dels següents artistes: Joseph Junoy, Joan Llaverías, Ramón Lago, Joseph Falguera, J. Grau M., Eva Muns (EM), Lluisa M., Edna, J. Porta, Emili Montaner i Capur.
Poetes: Dominga Durán, Maria Andreu Odena, Maria Dolors Cardet y Güell, Josephina Abal, Eduard Girbal i Jaume, Xavier Viura, Parcie Jambús, Maria de Bell-lloc, R. Ribera Llovet, Paulina Reig y Sala i Joan Redondo.

## Format gràfic i ortografia
Entre el 1893 i 1907 existien més d'una vintena de revistes il·lustrades a Barcelona i entre el 1896 i 1906 el Modernisme assolirà el seu punt àlgid. Les revistes que apareixen durant aquest període es caracteritzen tant per la variació com per la diversitat.
El Modernisme es pot dividir en dos períodes. El primer correspon a l'afirmació del moviment, mentre que el segon, que comprèn des de 1902 a 1903, és ja una fase de recessió. Aquest segon període es caracteritza per l'ús d'una estètica més equilibrada, una tipografia més clàssica i unes il·lustracions més simètriques i delimitades, que ja no tendeixen a envair tot l'espai. Cap al 1907/1908 es derivarà cap a una estètica neoclassicista, on es barrejaran elements propis del barroc, així com una tipografia molt clara. És en aquest moment en què cal situar la revista Or y Grana però també d'altres com Forma (revista), Empori i Futurisme. Junt amb les dues darreres, Or y Grana tanca l'estètica del Modernisme i s'obre pas cap al Noucentisme.
El setmanari consta de setze planes a excepció dels números 13 i 21. Cada plana està dividida en dues columnes de text de format 195 x 275 mm.
Or y Grana s'inclou dins d'un grup de revistes que va rebre la influència de l'art anglès. Com a característica principal cal destacar una estètica simbolista-decorativista i en general i llevat de comptades excepcions, un rebuig per la il·lustració anecdòtica. Altres revistes que s'afegeixen a aquesta estètica són: Catalònia, La llustració Llevantina, Catalunya Artística, Fulles d'Art, Auba, Ars, Art Jove, Garba, Futurisme i Empori.
Or y Grana s'imprimia en blanc i negre a excepció del número 13, que ho fou en tinta negra, verda i groga. A més a més, aquest número conté un recull de caricatures, obra de l'il·lustrador Bagaria, de les principals col·laboradores dins la Galeria de les Dones.
Els il·lustradors d'Or y Grana eren també col·laboradors de la revista ¡Cu-cut!. Es tractava de joves artistes que dibuixaven il·lustracions de tipus humorístic. Apa (Feliu Elias), s'encarregava d'il·lustrar la capçalera i les diferents vinyetes d'encapçalament dels articles. El seu estil es trobava proper al barroc francès. Quant a les imatges de representacions femenines, ens presenten un contorn sinuós, són figures primes, esveltes, dibuixades per Apa, Junceda, Ismael Smith i Opisso. En canvi les caricatures, realitzades per Muntaner o Bagaria, són de caràcter més esquemàtic i de forma el·líptica.
A mesura que la revista avança en el temps, la composició gràfica es va anar simplificant. Es redueix el dibuix d'únic contorn. Ja en els darrers números es pot apreciar el decorativisme característic del Modernisme però també un estil que com ja s'ha comentat, apunta cap al Noucentisme.
Es pot afirmar doncs, que Or y Grana és la revista que clou el Modernisme. Tanmateix clou amb l'anunci modernista il·lustrat. Les il·lustracions dels anuncis d'Opisso i Apa són senzilles, sense ornamentancions és a dir, apunten un cop més cap a l'estètica noucentista. Com a exemple podem citar l'anunci de Les quatre barres, Torrador de cafè o la Pelleteria Antoni Altisent.

## Origen, ideologia i evolució
Or y Grana s'autodefineix com un setmanari autonomista per a dones catalanes, propulsor de la Lliga Patriòtica de Damas. La seva ideologia es manté constant al llarg de tota la seva existència, que es basa en els idearis de Solidaritat Catalana. La Solidaritat Catalana va ser la primera gran aliança de les forces polítiques de Catalunya constiuïdes al voltant de les reivindicacions catalanistes. La seva formació es deu a diversos factors: la reacció de la major part dels grups polítics catalans contra la política anticatalana dels governs liberals de Madrid i l'oposició al projecte de la Llei de Jurisdiccions (1906).
El rebuig massiu a la llei va gestar un moviment patriòtic de reafirmament de la personalitat catalana i de compromís en la lluita pels drets de Catalunya. Davant les eleccions de 1907, els partits de Solidaritat van presentar una canditatura conjunta i un programa conjunt comú, el Programa de Tívoli, que defensava la derogació de la Llei de Jurisdiccions i la necessitat de dotar Catalunya d'òrgans d'autogovern. Els solidaris van obtenir un gran triomf electoral.
Ja en el primer número, la revista obre amb el manifest de la Comissió de Damas de la Solidaritat Catalana (1906-1909).

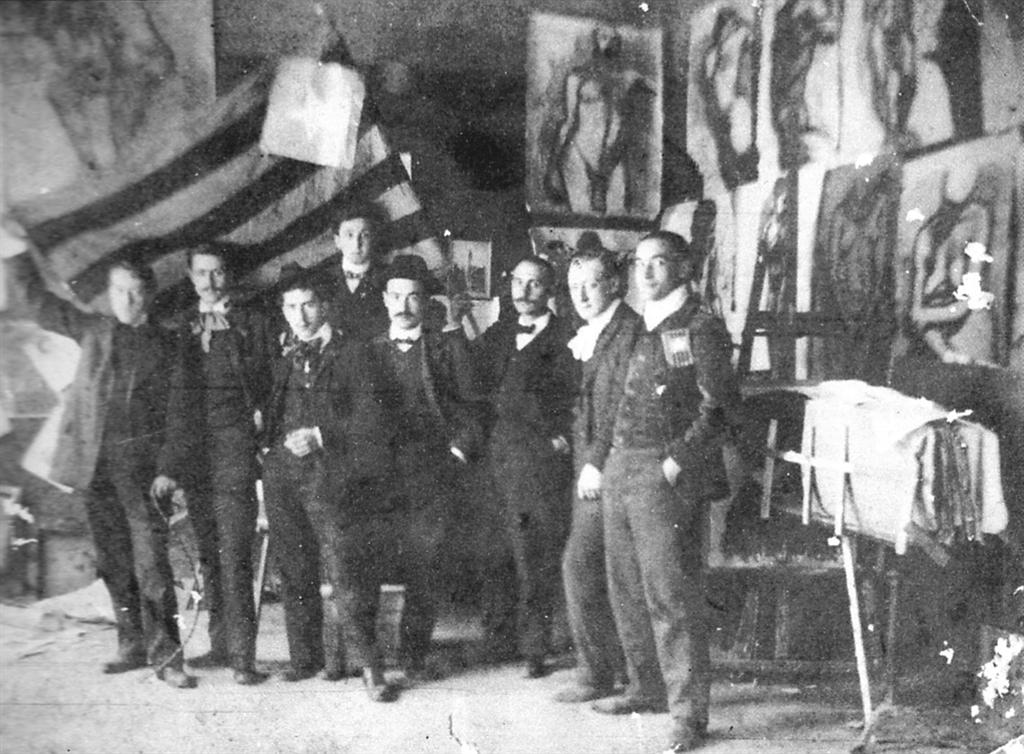
Solidaritat Catalana l'any 1906.

EL NOSTRE LEMA: ‹‹El fonament de la Patria es la familia; el fonament de la Familia es la Dona............. Sortosament pera ella, en l'integral despertar de la nostra terra s'hi ha barrejat la Dona Catalana: la causa de Catalunya, causa de amor, es salvada desd' aquest’ hora. Que cada casa, per amor de las donas, sigui un raceret de la causa catalana: aixís complím nostra missió. Donas catalanas: fent Patria fém Familia, fent Llar fém Amor. –Barcelona, Abril 1906.
(Del manifest de la Comissió de Damas de la ‹‹Solidaritat Catalana››).
Els articles que s'hi publicaren, estaven d'acord amb la línia ideològica del setmanari, i la mateixa revista especifica ja en el primer número, que el seu nom és una al·lusió als colors de la senyera catalana: 

 "Or y Grana, encarnació femenina dels sentiments de la pàtria, ab els colors de la seva senyera per nom, vos saluda á totas y á totas vos obre els brassos".
Junt amb el manifest s'exposen els objectius del setmanari, que són la defensa i la lluita dels ideals del patriotisme. S'expressa igualment una clara voluntat de venerar la història i la terra on s'ha nascut, i d'encoratjar les dones catalanes a prendre part activa en la formació de la pàtria: Venim a fer pàtria i venim a fer obra d'amor.
Al llarg de tots els números, van apareixent diferents articles relacionats amb Solidaritat Catalana, La Lliga Patriòtica de Damas, la llengua catalana, la senyera o la relació de la dona catalana en el moviment nacionalista.
El tret més característic és la voluntat de trobar una solució comuna a la lluita catalanista i a la lluita feminista, que s'expressa a través de la recerca de tot el que fonamenta la identitat nacional, i en particular, en la participació de les dones en la preservació d'aquesta identitat.
En definitiva són articles, alguns de protesta o de caràcter reivindicatiu, que reflecteixen la ideologia del setmanari. Per exemple Or y Grana dona compte dels donatius destinats a la família Soler amb motiu de l'empresonament del senyor Soler, perquè en el seu piano de maneta havia inclòs en el repertori Els Segadors. El setmanari especifica que els diners rebuts s'entregaran a la Comissió Benèfica de la Unió Catalanista "La Reixa", que els havia de fer arribar a la família Soler. En altres artícles es fa referència als presos polítics, als diputats, a l'abús del poder central entre altres temes de caràcter nacionalista.
El setmanari també incloïa un seguit d'articles referents a la cultura, la moda, la salut i quan s'esqueia, es relacionaven també amb les festivitats o esdeveniments rellevants del moment.

## Seccions
El setmanari es componia d'una sèrie de seccions, algunes d'elles de caràcter fix com Tafanerias, Correspondència, A Madona Ella o Publicitat, de la que ja s'han ha fet esment en el punt dedicat al format gràfic de la revista. En relació al tipus d'anunci publicitari que s'acceptava a la revista, aquest anava adreçat bàsicament a les dones i solien ser sempre els mateixos anunciants que s'anaven repetint en cada número. Així hi trobem per exemple: Bisuteria El Cigne d'Or, La Tulipa, Camiseria corbateria, Joseph Guinart. Fábrica de pastas finas, Modas Maria Magdalena Rius, Seda per a cuir entre d'altres.
Normalment la secció d'anuncis publicitaris o reclams es trobava a la part final de la revista, intercalada amb la secció de Tafaneries, tot i que no sempre era així. Els reclams anaven impresos amb lletra del cos 8 i es pagaven a 0,50 pessetes la línia, podent-se rebaixar el preu en cas que es superés les 25 insercions, i es podien repetir diverses vegades en un mateix número.
Quant a la Correspondència o Tafanerias, les dones enviaven a la redacció els seus articles o poemes, que com ja s'ha comentat havien de ser inèdits. Aquesta es tancava cada dimecres a les 12 i estava a càrrec d'Aurèlia Ventura. No sempre es publicaven tots els treballs que arribaven a la redacció, alguns d'ells quedaven per revisar i s'indicava dintre la mateixa secció.

## Revistes afins i contràries
La línia ideològica d'Or y Grana, feu que algunes revistes o diaris de l'època s'hi posicionessin a favor o en contra. El setmanari es plau en deixar constància d'aquelles publicacions que li donaren suport. Així en el número 6 que correspon al 10 de novembre de 1906, Or y Grana informa que la redacció ha rebut la visita de:
- La verdad de Berga

- Lo gat del Famades de LLeyda

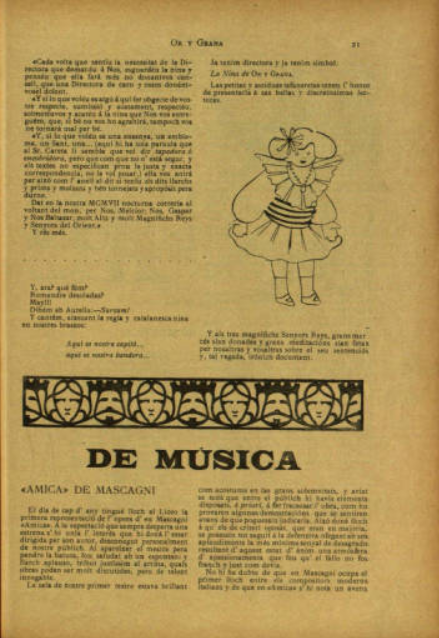
Pàgina amb la icona de la revista: la Nina dOr y Grana

- La il·lustració catalana de Barcelona

- Patria y llivertat de Badalona

- El Faro d'Amposta

- La Veu de l'Empordà de Figueres

- Agricultura de Sabadell

- Joventut de Barcelona

Tanmateix, en el número següent del 17 de novembre de 1906 i en altres posteriors, Or y Grana informa novament que la redacció de la revista ha rebut la visita d'altres publicacions afins:
- L'Amic del poble català de Barcelona

- Costa de Ponent de Vilanova i la Geltrú

- El Baix Penedès del Vendrell

- Diario de Gerona de Girona

- L'Art del pagès de Barcelona

- Acció Catalana de Barcelona

- El Liberal de Barcelona

- El Poble Català de Barcelona

De vegades, Or y Grana es veurà defensada per algunes publicacions (com España Nueva) i també es veurà atacada per altres que comparteixen la mateixa ideologia política però que són masclistes, com és el cas de les revistes Joventut i La Tralla, que les atacaran diverses vegades enviant-les cartes que les redactores d'Or y Grana solien respondre en forma d'articles a la revista.

## Preus i zones de distribució
Els preus apareixen impresos en la mateixa revista i sempre eren els mateixos, llevat del número 13
que valia 25 cèntims en comptes dels 10 que costava el setmanari. Es tractava d'un número especial d'Or y Grana de 23 planes en lloc de les 16 habituals, que coincidia amb les festes nadalenques i que va sortir a la venda el 28 de desembre de 1906. La raó per la qual es va decidir que aquest número fos un especial de la revista, no era exclusivament amb motiu de les festes,
sino per la simbologia i associació de caràcter negatiu que el número 13 se li atribuïa a les dones. Un article redactat per Augusta Marina, exposa els motius per a la publicació d'aquest número especial.
| Taula comparativa de preus d'un exemplar de 1906 i 1907 |
| ------------------------------------------------------- |

| Or y Grana | La Vanguardia | L'Avi      | Feminal   | Pa         | Patates    | Pollastre  | Dotzena d'ous | Sardina       | Taronges   |
| ---------- | ------------- | ---------- | --------- | ---------- | ---------- | ---------- | ------------- | ------------- | ---------- |
| 10 cèntims | 5 cèntims     | 10 cèntims | 1 pesseta | 40 cèntims | 20 cèntims | 4 pessetes | 2,10 pessetes | 1,50 pessetes | 80 cèntims |
| 10 cèntims | 5 cèntims     | 10 cèntims | 1 pesseta | 50 cèntims | 20 cèntims | 4 pessetes | 2,10 pessetes | 1,50 pessetes | 80 cèntims |

- Preus subscripció:

6 pts any
3 pts 1/2 any
1,5 trimestre
En comparació, la subscripció a La Vanguardia costava: 12 pts any (la subscripció d'un mes era d'1 pesseta), 6 pts 1/2 any i 3 pts el trimestre.
- Fóra de Barcelona:

8 pts any
4 pts 1/2 any
Estranger: 8 francs any
En comparació, La Vanguardia fora de Barcelona costava: 18 pts any (4,5 pts per trimestre), 9 pts 1/2 any i 36 pts per any a l'estranger (9 pts per trimestre).
- Nº corrent 10 cèntims, nº atrassat 20 cèntims

Venda als llibreters i revenedors:
A Barcelona més de 30 exemplars, 2 pts
Fóra de Barcelona paquet de 30 exemplars, 2 pts
El setmanari es podia enviar directament a les dones facilitant l'import de la subscripció en segells de correu de 15 cèntims, o letras de fácil cobro a nom de l'administració.
Existien les protectores d'Or y Grana que tenien com a objectiu el de contribuir a la propagació de la revista mitjançant una subscripció especial a 15 números setmanals al preu de 13,50 pts per trimestre.

## Fets destacats
La taula següent relaciona cada revista amb els seus continguts més rellevants. En el quadre de l'esquerra hi ha llistats els diferents números d'Or y Grana, segons ordre cronològic d'aparició. A la dreta hi surten els fets més destacats relacionats amb el context polític, literàri i artístic, entre d'altres de caràcter més general.
| Número                                   | Fets destacats |
| ---------------------------------------- | --- |
| Or y Grana Nº1 (6 d'octubre de 1906)     | - Textos introductoris sobre quina és la intenció de la revista i saluts a la premsa - Com que és el primer número, encara no tenen continguts establerts. Per això, transcripció de poemes i relats. Destaca els dos amors de Emili Junoy i Gelabert - Aparició en fotografia de les redactores a manera de presentació - Rebuda d'una carta de Victor Català donant-los-hi ànims per la revista |
| Or y Grana Nº2 (13 d'octubre de 1906)    | - Es parla de la Lliga Patriòtica de Dames. Or y Grana s'autoanomena propulsora del moviment. - Es critíca que les mares canten sarsueles als nens en comptes de cançons catalanes tradicionals - Article que recorda als presos. És una carta des de la Model de Lluis Manau i Avellanet - Or y Grana van a Molins de Rei a oferir una senyera a l'Associació Catalanista, a assistir als primers Jocs Florals i a veure la presentació de l'Orfeó Català. - Comentari i transcripció de l'article que va sortir a La Tralla de Lluís Manau, que les anima a seguir amb la seva tasca - Meeting de Solidaritat Catalana a Premià, on van participar Francesc Vinyals, Companys, Gambús i Esclassans - Vetllada literària-musical de l'Associació Obrera Nacional de Gràcia, on van participar Dolors Vilá, Teresa Bordas, Mercè Jardí i Regina Cabanyes - Extracte d'un article de El Poble Català que critíca els barrets de les senyores als teatres |
| Or y Grana Nº3 (20 d'octubre de 1906)    | - En una carta de Solidaritat Catalana es demana a la revista que difongui que hi haurà un meeting per a defensar els interessos del país, intentar derogar la Llei de jurisdiccions i recuperar el Parlament - Article de Joaquima Rosal de Rosals que reivindica l'educació de les dones mentre que alhora s'és la dona de la casa - Article que parla sobre les perforacions a les orelles, que en aquell moment es consideren lletges i antihigièniques - Notícia d'un incendi provocat que va cremar les corones de l'Onze de setembre que estaven a l'estàtua d'en Rafael Casanova al Saló de Sant Joan - La revista participa en el Primer Congrés Internacional de la Llengua Catalana. Hi van participar 47 congressistes, 5 de les quals eren de la redacció: Dolors Monserdà de Macià, Maria Colomer de Ribera, Maria Domènech de Cañellas, María Baldó i Sara Llorens i Carreras - Inici de col·laboració d'alguns il·lustradors i escriptors - El número tanca de manera estranya: deixa una incògnita per a descobrir en el següent número de la revista |
| Or y Grana Nº4 (27 d'octubre de 1906)    | - A las donas catalanas, article relatiu al I Congrés Internacional de la Llengua Catalana que tingué lloc a Barcelona fou presidit per Antoni M. Alcover. - De petitas sobre l'educació de les nenes. - Cal pensahi és un ennaltiment a la dona. Article que reflexiona sobre l'educació de les dones i pretén crear consciència del seu paper en la societat. - L'aplech de la protesta per lliurar a Calatunya del centralisme. |
| Or y Grana Nº5 (3 de novembre de 1906)   | - La nostra tasca sobre la importància de la dona i el seu paper en el nacionalisme. Article que vol encoratjar a les dones a mantenir un paper més actiu i una major implicació en el moviment nacionalista català. - Èxit del concert de l'Orfeó Barcelonès Arxivat 2013-06-20 a Wayback Machine. en honor dels Congressistes de la Llengua Catalana i a benefici de "La Reixa". - Carta-rèplica del Dr. Emili Saborit al Dr. Fatjó en relació al foradament de les orelles. El Dr. Santiago Fatjó es manifesta clarament contrari a aquesta pràctica, que considera anti-higiènica i poc estètica. - Als nostres presos. Article escrit per Ramón Campmany, director de L'Avi, des de la Presó Model de Barcelona, defensant la implicació de les dones en el catalanisme. - Or y Grana al meeting de Malgrat de Mar. Aplec polític celebrat amb motiu de la inauguració de les tasques del Centre Autonomista Malgratench. Com a enviat del setmanari i en la seva representació, assistí al meeting el Sr. Puigmal. - Crítica a les faldilles llargues que es consideren les causants de determinades malalties. Polèmica arran de l'article publicat a La Veu de Catalunya. - L'estrena de Gaziel al Principal amb música d'Enric Granados i Campiña. |
| Or y Grana Nº6 (10 de novembre de 1906)  | - La dona política, crítica a la moral tradicional que pretén mantenir a la dona al marge de l'àmbit polític. Defença i exhaltació a la dona política com a element de pes dintre de Catalunya - Concert Malats. Sonata op. 10 de Ludwig van Beethoven i sonata op. 35 de Frédéric Chopin, Variaciones Serias de Felix Mendelsshon i Carnaval de Viena de Robert Schumann. - Reflexió sobre les dones i el dret electoral. Article contrari a l'exercici del sufragi per part de les dones. Aquesta opinió esta d'acord amb l'article publicat també a Or Y Grana per la Sra. Agna Oliva Cabré. - Menció als Jocs Florals de Girona. El guanyador fou el poeta D. Joan Llongueras de Terrassa amb l'obra "Retorn" que feu l'ofrena a la reina de la Festa Na Concepció Veray y Vallés. - Esment a l'estudi de l'escriptora Dª Dolors Montcerdà de Macià, publicat a La Veu de Catalunya en relació al problema dels captaires. - Anunci del concert del dilluns 12 de l'artista Na Maria Pitxot de Gay en el Teatre Principal. |
| Or y Grana Nº7 (17 de novembre de 1906)  | - Cavil·lacions sobre si és útil que la dona catalana intervingui en el moviment nacionalista. El text planteja que les civilitzacions en què es té més en compte les dones són més pròsperes i pacífiques que altres que no ho fan. Per aquest motiu, l'autor considera que si el Moviment Nacionalista està tenint tant d'èxit, és gràcies a la seva participació activa - Descripció de la sessió musical del Centre Autonomista de Dependents del Comerç i de la Indústria, a càrrec de la pianista i violinista Ònia Farga i Pellicer - Article d'Antonia Roma que critica les dones que usen una altra llengua per a comunicar-se en comptes del català - Aparició de la cançó Corranda amb la reproducció de la partitura. Lletra de Francesc Sitjà Pineda i música de Narcisa Freixas - Text que enalteix les actuacions a diversos llocs de la cantant Maria Gay (Maria Pichot de Gay) - Es comenta que les dones angleses s'estan manifestant per aconseguir el dret a votar - El teatre Romea ofereix el concert de la Schola Orfeónica - Incorporació de Lluís Bagaria i Bou com a il·lustrador - S'informa de que els donatius rebuts a la revista per al presoner Soler seran entregats a la Comissió Benèfica de la Unió Catalanista La Reixa - Visita a la redacció d'altres revistes afins |
| Or y Grana Nº8 (24 de novembre de 1906)  | - Text que reivindica que les dones han de ser les generadores d'un nou moviment que modernitzi la societat, sent la base la pàtria, independentment de quina sigui - S'orienta a les dones, que a part d'intentar ser el centre de la vida i cultura catalana, també han d'intentar trobar una solució a la mendicitat de la societat - Article que critíca que moltes persones saben llegir i escriure en castellà o altres idiomes estrangers, però que en canvi no saben català. S'insta a un millor coneixement de la pròpia llengua - Carta d'una lectora vella que enveja i admira a les dones de Or y Grana per la seva valentia. La dona demana a les redactores que la deixin participar, però que ho farà sota un pseudònim per a evitar escàndols: Agna de Valldaura (pseudònim de Joaquima Santamaria i Ventura) - Concert de Jaume Pahissa i Jo al teatre Novetats - Gratitud a la revista Vida - Conferència sobre el folclore i la rondallística al Centre Excursionista de Catalunya a càrrec de Maria Baldó, Sara Llorens, Joaquima Vidal, Adelaida Ferrer i Rossendo Serra i Pagés - S'anuncia la creació del número especial 13 d'Or y Grana, on s'apunta preferència per mostrar el tarannà tossut de les dones, tal com alguns sostenen. També s'anuncia la intenció de fer el número 15 especial Or y Grana romántich, però finalment no es farà - Concert de Massiá al Teatre Principal, a càrrec de l'Associació Musical de Barcelona^ - Segona edició de l'aplec de cançons per a infants de Narcisa Freixas |
| Or y Grana Nº9 (1 de desembre de 1906)   | - Text sobre la Lliga Patriótica de Dames. S'insta a les dones a secundar la iniciativa, però no a prendre-la. La intenció és començar a implantar una nova actitud ideològica en la societat, a través de difondre la cultura entre les dones amb escoles femenines. El text també comenta que la dona catalana està endarrerida en comparació a les de Anglaterra, França i qualsevol altre lloc d'Europa. Es busca una manera de fer a la catalana en docència, cultura, beneficència, justícia, religió... sempre sota una perspectiva femenina - Poema Retorn dels Jocs Florals de Girona de 1906 - Una lectora de Tarragona defensa la tasca que fan les redactores d'Or y Grana - La Redacció adverteix que no publicaràn mai més articles amb pseudònim, a causa d'un problema que tenen amb la carta de Agna de Valldaura - Vetllada musical al Centre d'educació musical de Vilafranca del Penedès, a càrrec de Maria Faura - Surt de la presó Ramon Campmany, director de la revista L'Avi |
| Or y Grana Nº10 (7 de desembre de 1906)  | - Publicació de Clixés de Carme Karr, Furgant per tot arreu de Pere Aldavert, la compilació de poemes de Anton Busquets i Punset - Estrena de l'obra Arrels mortes de Joan Puig i Ferreter al Teatre Romea - Solidaritat Catalana envia a Or y Grana els discursos pronunciats pels Diputats del Poble contra la Llei de jurisdiccions del congrés d'Espanya - Concert de la Schola Orpheónica al Teatre Principal a benefici de l'Associació protectora de la Maternitat - Presentació de Segon llibre de Sonets de Josep Carner a l'Ateneu Barceloní - Sessió lirico-dramàtica al teatre del Conservatori del Liceu. - Inici de la secció Galeria de Catalanas de Ramon Nonat - Intenció de publicar l'avantprojecte per a la Lliga Patriòtica de Dames de Eulàlia Forment de Vinyals - Exposició de l'obra de Josephina Nogué a la Sala Parés |
| Or y Grana Nº11 (15 de desembre de 1906) | - Contestació a les meditacions exposades en un número anterior d'Emili Muntaner - Reiteració de la Redacció a les seves lectores que deixin d'escriure sota un pseudònim - Poema l'idili de las vinyas del Certàmen de Granollers de 1906 - Es demana perdó a la directora de l'Escola Normal, Maria Antonieta Guéroult - Vetllada inaugural de Aplech La Reconquesta - Próxima publicació del llibre De la Dictadura espiritual de Catalunya de Diego Ruiz |
| Or y Grana Nº12 (22 de desembre de 1906) | - Article que crítica les persones que es pensen que cultivant la ment ja n'hi ha prou per a la creació de la "nova dona catalana". Es defensa l'exercici físic de la dona com un mitjà més per al seu desenvolupament - Acomiadament a l'any 1906 - Text que recorda el deure de les dones de retre homenatge i visitar del presos catalans, especialment durant el període de les festes de nadal - Comentari de les redactores, que explica que moltes persones els han recomanat que no es fiquin en política i que abandonin, però elles deixeràn clar que això no passarà - La redacció escriu una décima (vers de 10 línies) a les seves lectores, amb motiu de les festes nadalenques - Discurs Notas sobre feminismo de Maria Baldó al Saló d'actes del Foment del Treball Nacional - Arribada a la redacció de la rèplica a Aurèlia Ventura d' Emili Muntaner - Explicació sobre el contingut del número 13 d'Or y Grana - Conferència sobre la sardana al Centre Excursionista de Catalunya de Joan Riera - Próxima publicació de la novel·la La Cayguda de Felip Palma (Palmira Ventós) |
| Or y Grana Nº13 (28 de desembre de 1906) | - Especial dedicat al número 13 i a la mala sort - Aparició de les caricatures de les principals col·laboradores i una autora famosa que apareix anònima - Creences i supersticions en aquest període - Defensa de la feminitat i reivindicació d'una directora per a la revista - Cupó-regal per a l'obra de Rafael Vallés i Roderich: Las funestas consequencias d'uns articles inpolítichs i falsa subscripció gratuïta durant un any a Joventut - Publicitat del llibre La Fabricanta de Dolors Monserdà i Vidal |
| Or y Grana Nº14 (5 de gener de 1907)     | - Crítica a les Reynas de la Festa dels Jochs Florals i a la Sala de la Llotja de Mar - Crítica a la premsa de succesos - Explicació de la broma feta a Joventut en el número anterior - Aparició i publicitat del llibre Els habitants de la Lluna de Josep Morató i Grau - Amnistia dels presos anomenats en el número 12 de la revista - Aplaçament del número especial Or y Grana romántich - Il·lustració de la pianista Wanda Landowska |
| Or y Grana Nº15 (12 de gener de 1907)    | - Continuació de la crítica a les Reynas de la Festa - Aparició del símbol de la Nina d'Or y Grana - Descripció de la primera representació de l'òpera Amica de Mascagni feta al Liceu. Protagonista principal interpretada per Elena Bianchini-Capelli - Crítica a les cançons de couplet o gènere chico i recomanació del llibre Cansóns d'infants de Narcisa Freixas i Cruells - Agraïment per l'enviament de la sardana llarga Alegroya de Cassià Casademont i Busquets - Llista de desitjos als Tres Reis Mags per part de les col·laboradores - Anunci de l'aparició de la revista Acció Catalana a Sabadell - Crítica a una professora que prohibeix parlar en català a l'escola - Avís de la celebració dels primers Jocs Florals de la Barceloneta organitzat per la Lliga Regionalista del barri. Obtenen un premi Josep Carner, Lluís Manau i Avellanet, Xavier Gambús, Diego Ruíz i Raymond Esclasans - Es destaca el pessebre de les Escolas del Districte VI de les passades festes - Dibuix de la Nina d'Or y Grana al balcó de la redacció de Modest Casademont |
| Or y Grana Nº16 (19 de gener de 1907)    | - Descripció dels Jocs Florals de la Barceloneta. Com a representants del municipi E. Nello Camps i altres,com a president de la Delegació D. Josep Lacambra, com a jurat Ferran Agulló i Vidal i com a Reyna Maria Cadira i Cayró. Van guanyar els poetes Eduard Girbal i Jaume, Pere Prat Gaballí, Fidel Vinyas, Xavier Gambús i altres autors. Destaca la crítica de Ferran Agulló i Vidal en el discurs presidencial - Inclusió de poemes dels guanyadors a la revista - Exlicació d'un acte de l'Associació de Lectura Catalana. Melodies a piano interpretades per Carme Karr i cantades per Francisca Correa i Dolors Grau. Recital de poemes de Joan Llongueres i Badia i Mossèn Costa. Segona part amb melodies de piano de Narcisa Freixas interpretades per Ernest Dodero i Auria Puig. Discursos de Antoni Rubió i Lluch, Domènec Martí Julià, Just Sansalvador i Marià Aguiló i Fuster - Explicació de què es feia amb els captaires en aquell període - Naixement de la filla de Lluís Bagaria i Bou - Fotografia dels Jocs Florals de la Barceloneta |
| Or y Grana Nº17 (26 de gener de 1907) >  | - Anunci de les rebaixes d'hivern - Crítica a un article de La Tralla - Explicació de la seva difamació en la premsa barcelonina, sota pena d'excomunió si repliquen. Un diari forà, España Nueva, les defensa - Inici de la secció París de viu en viu de Eugeni d'Ors, amb les noves tendències vingudes de París - Inici de la secció Galeria de Catalanas de Ramon Nonat, on s'exalta a dones catalanes ilustres - Visió de la dona intel·lectual en aquell període a través de l'article de Joaquima Rosal de Rosals. Reivindicació de la dona de casa i la dona culta alhora - Article de Leonor Camps de Rossell que parla sobre la supressió de les Cases d'Expòsits de Lleida - Notificació d'un tiroteig a la sortida d'un meeting catòlic i l'atemptat terrorista que va succeir a la Rambla de Canaletes - Aparició d'una vacant a la revista de corredor (finances) - Canvi de l'administrador d'Or y Grana a partir d'aquesta data, que passarà a ser Faust Casals i Bové - Arribada de les litografies que conformaven els cromos de la Historia de Catalunya de Nicolau Miralles - Sortida del pres Lluis Manau i Avellanet de El Liberal en Barcelona i entrada de Secundi Puig de Franch, director d'El Poble Català - Lliçó de Botànica al Centre Excursionista de Catalunya a càrrec del doctor Joan Cadevall i Diars - Elogi a l'exposició de pintura femenina de Pepita Teixidor a la sala Can Parés |
| Or y Grana Nº18 (2 de febrer de 1907)    | - Aparició d'un fragment de la novel·la La Cayguda de Felip Palma, prèvi a la seva publicació - Opinió i descripció de l'obra Hesperia de Lamothe de Grignon, creada a través del poema líric d' Oliva Bridgman i estrenada recentment al Liceu de Barcelona - Inici col·laboració en la Redacció de la revista de Eva Muns i Maria del Consol Boquet - Celebració d'una reunió de Solidaritat Catalana al Saló de Cent. La revista es mostra fermament adherida als seus principis. - Felicitació pel seu èxit a les pianistes Carme Aznar, que va tocar a la Filarmónica de Saragossa i al Palau Reial de Madrid, i Julia Sicard, que va tocar a la Sala Erard de París - Aparició d'un anunci publicitari en francès |
| Or y Grana Nº19 (9 de febrer de 1907)    | - Anunciació de la mort de la poetessa i escriptora Maria de Bell-lloc (Maria del Pilar Maspóns i Labrós), autora de Salabrugas i altres - Article que crítica la moda de sur les faldilles llargues perquè són antihigièniques - Es comenta la festa popular Ball dels confits, típica de Castelló d'Ampúries - Es comenta un ball de Carnestoltes al Liceu, que veuen com una vergonya - Mort de l'esposa del pintor Joan Llimona, Pilar de Gispert i Serra - Estada del poeta Ignasi Trullás a Sant Andreu de Palomar - Exposició de dibuixos de Feliu Elias (Apa) a can Parés - Descripció de la vetllada literària-musical al Centre Catalanista de Sant Andreu - Invitació a l'acte honorífic de Mollet dedicat a l'exalcalde Frederic Ros |
| Or y Grana Nº20 (16 de febrer de 1907)   | - Article que culpa als homes de la intel·lectualitat inferior de la dona - Es reflexiona sobre la volubilitat de la dona a través d'una carta que els envien de l'Ateneu Barcelonès - Es parla del moviment de l'Esperanto en un context femení i català i sobre les seves conferències - Conferència sobre la rondallística a càrrec de Antoni Maria Alcover i Sureda al Centre Excursionista - Mor Manuel Duran i Bas - Festa inaugural de l'Escola Catalana - Concert de Gilabert al Centre Artístic Musical - Ball infantil tradicional del teatre Novetats - Inauguració de l'Agrupació Autonomista a Olesa de Montserrat, d'ideari similar al de Solidaritat Catalana - Formació de la Joventut Nacionalista i diversos actes de la Lliga Nacionalista |
| Or y Grana Nº21 (23 de febrer de 1907)   | - Article que planteja un estat de la qüestió d'Or y Grana - Reivindicació de que les dones no són inferiors, només és un producte de l'educació de l'època - Manifestació d'aturada de la publicació de la revista - Intencions de les redactores de cara a la tornada després de les festes de Setmana Santa i els Jocs Florals - Avís a les subscriptores i als corresponsals |

## Cloenda
Un dels motius que va produir la finalització de la publicació de la revista fou que l'edició de la revista era una escomesa coratjosa, més que no pas un acte reflexionat, per la qual cosa, sovint se les va malinterpretar en les seves redaccions, i com que no es veien capacitades per donar una opinió política i es van veure desbordades, van preferir prendre's un descans.
L'argument principal que manifesten és que volien un temps per a reflexionar i buscar un nou punt per a impulsar-se (sempre des de la defensa del patriotisme català) mentre duraven les eleccions, però que va acabar amb la finalització d'Or y Grana.
En la creació del nou període de la revista volien fer un enfocament més centrat en les dones com a centre cultural de la família i del català i allunyar-se de l'opinió pública, que les asfixiava perquè encara era força masclista.
Com a contrapartida, dos mesos més tard, el 28 d'abril de 1907 apareix el primer número de Feminal, que donarà pas a una segona generació d'escriptores interessades en la qüestió femenina, algunes de les quals ja treballaven a Or y Grana, com Carme Karr.